# Munjor
Munjor es un lugar designado por el censo ubicado en el condado de Ellis  en el estado estadounidense de Kansas. En el año 2010 tenía una población de 213 habitantes.

## Geografía
Munjor se encuentra ubicado en las coordenadas 38°48′37.87″N 99°15′55.52″O / 38.8105194, -99.2654222 (38.81052° -99.265423°).